# Wolanka (dopływ Kamiennej)
Wolanka – struga, lewobrzeżny dopływ Kamiennej o długości 15,78 km.
Źródła potoku znajdują się w Puszczy Iłżeckiej, nieopodal wsi Kotłowacz. Następnie przepływa przez miejscowość Sienno, po czym uchodzi do Kamiennej w Bałtowie.